# Giovanni VII di Meclemburgo-Schwerin
Giovanni VII di Meclemburgo-Schwerin (Güstrow, 7 marzo 1558 – Burg Stargard, 22 marzo 1592) fu duca di Meclemburgo-Schwerin dal 1576 fino al suo suicidio, nel 1592.
Da alcuni storici viene indicato anche con il nome di Giovanni V.

## Biografia
Giovanni era figlio di Giovanni Alberto I di Meclemburgo-Schwerin (1525-1576) e di sua moglie, la Duchessa Anna Sofia di Hohenzollern (1527-1591). Egli aveva appena 18 anni alla morte del padre, e per questo la reggenza venne tenuta in suo nome per i 9 anni successivi.
Egli acquisì il pieno potere solo nel 1585. Immediatamente dovette fronteggiare i gravi problemi che affliggevano il proprio stato, inclusi i notevoli debiti contratti dallo zio Cristoforo con concessioni territoriali. Dopo l'ennesima crisi economica, Giovanni VII si suicidò.
Il suo suicidio diede adito a mormorazioni: la storia ci tramanda che Giovanni sarebbe stato ucciso dal demonio, come parte di un patto con due donne residenti a Schwerin. Le donne in questione vennero accusate di stregoneria: Katharina Wankelmuth morì sotto tortura e Magdalena Rukitz venne bruciata al rogo, consentendo la sepoltura di Giovanni nella cattedrale di Schwerin, con tutti i dovuti onori.
Alla sua morte, i figli erano minorenni e per loro venne riservata una reggenza.

## Matrimonio e discendenti
Il 17 febbraio 1588 sposò Sofia di Holstein-Gottorp (1º giugno 1569 - 14 novembre 1634), figlia di Adolfo di Holstein-Gottorp (1526-1586) e di sua moglie, Cristina d'Assia (1543-1604), da cui ebbe tre figli:
- Adolfo Federico (1588-1658);
- Giovanni Alberto (1590-1636);
- Anna Sofia (1591-1648).

## Ascendenza
|                                            |                                   |                             | Genitori                        |  |  | Nonni |  |  | Bisnonni                          |  |  | Trisnonni                         |  |
|                                            |                                   |                             |                                 |  |  |       |  |  | Magnus II di Meclemburgo-Schwerin |  |  | Enrico IV di Meclemburgo-Schwerin |  |
|                                            |                                   |                             |                                 |  |  |       |  |  | Magnus II di Meclemburgo-Schwerin |  |  | Enrico IV di Meclemburgo-Schwerin |  |
|                                            |                                   | Dorotea di Brandeburgo      |                                 |  |  |       |  |  | Magnus II di Meclemburgo-Schwerin |  |  |                                   |  |
| Alberto VII di Meclemburgo-Güstrow         |                                   |                             |                                 |  |  |       |  |  | Magnus II di Meclemburgo-Schwerin |  |  |                                   |  |
|                                            |                                   | Sofia di Pomerania-Wolgast  | Eric II di Pomerania-Wolgast    |  |  |       |  |  |                                   |  |  |                                   |  |
|                                            |                                   | Sofia di Pomerania-Wolgast  | Eric II di Pomerania-Wolgast    |  |  |       |  |  |                                   |  |  |                                   |  |
|                                            |                                   | Sofia di Pomerania-Wolgast  | Sofia di Pomerania-Stolp        |  |  |       |  |  |                                   |  |  |                                   |  |
| Giovanni Alberto I di Meclemburgo-Schwerin |                                   | Sofia di Pomerania-Wolgast  |                                 |  |  |       |  |  |                                   |  |  |                                   |  |
|                                            |                                   | Gioacchino I di Brandeburgo | Giovanni I di Brandeburgo       |  |  |       |  |  |                                   |  |  |                                   |  |
|                                            |                                   | Gioacchino I di Brandeburgo | Giovanni I di Brandeburgo       |  |  |       |  |  |                                   |  |  |                                   |  |
|                                            |                                   | Gioacchino I di Brandeburgo | Margherita di Sassonia          |  |  |       |  |  |                                   |  |  |                                   |  |
| Anna di Brandeburgo                        |                                   | Gioacchino I di Brandeburgo |                                 |  |  |       |  |  |                                   |  |  |                                   |  |
|                                            |                                   | Elisabetta di Danimarca     | Giovanni di Danimarca           |  |  |       |  |  |                                   |  |  |                                   |  |
|                                            |                                   | Elisabetta di Danimarca     | Giovanni di Danimarca           |  |  |       |  |  |                                   |  |  |                                   |  |
|                                            |                                   | Elisabetta di Danimarca     | Cristina di Sassonia            |  |  |       |  |  |                                   |  |  |                                   |  |
| Giovanni VII di Meclemburgo-Schwerin       |                                   | Elisabetta di Danimarca     |                                 |  |  |       |  |  |                                   |  |  |                                   |  |
|                                            | Federico I di Brandeburgo-Ansbach | Alberto III di Brandeburgo  |                                 |  |  |       |  |  |                                   |  |  |                                   |  |
|                                            | Federico I di Brandeburgo-Ansbach | Alberto III di Brandeburgo  |                                 |  |  |       |  |  |                                   |  |  |                                   |  |
|                                            | Federico I di Brandeburgo-Ansbach | Anna di Sassonia            |                                 |  |  |       |  |  |                                   |  |  |                                   |  |
| Alberto I di Prussia                       | Federico I di Brandeburgo-Ansbach |                             |                                 |  |  |       |  |  |                                   |  |  |                                   |  |
|                                            |                                   | Sofia di Polonia            | Casimiro IV di Polonia          |  |  |       |  |  |                                   |  |  |                                   |  |
|                                            |                                   | Sofia di Polonia            | Casimiro IV di Polonia          |  |  |       |  |  |                                   |  |  |                                   |  |
|                                            |                                   | Sofia di Polonia            | Elisabetta d'Asburgo            |  |  |       |  |  |                                   |  |  |                                   |  |
| Anna Sofia di Prussia                      |                                   | Sofia di Polonia            |                                 |  |  |       |  |  |                                   |  |  |                                   |  |
|                                            |                                   | Federico I di Danimarca     | Cristiano I di Danimarca        |  |  |       |  |  |                                   |  |  |                                   |  |
|                                            |                                   | Federico I di Danimarca     | Cristiano I di Danimarca        |  |  |       |  |  |                                   |  |  |                                   |  |
|                                            |                                   | Federico I di Danimarca     | Dorotea di Brandeburgo-Kulmbach |  |  |       |  |  |                                   |  |  |                                   |  |
| Dorotea di Danimarca                       |                                   | Federico I di Danimarca     |                                 |  |  |       |  |  |                                   |  |  |                                   |  |
|                                            |                                   | Anna del Brandeburgo        | Giovanni I di Brandeburgo       |  |  |       |  |  |                                   |  |  |                                   |  |
|                                            |                                   | Anna del Brandeburgo        | Giovanni I di Brandeburgo       |  |  |       |  |  |                                   |  |  |                                   |  |
|                                            |                                   | Anna del Brandeburgo        | Margherita di Sassonia          |  |  |       |  |  |                                   |  |  |                                   |  |
|                                            |                                   | Anna del Brandeburgo        |                                 |  |  |       |  |  |                                   |  |  |                                   |  |